# Pont de Molíns
Pont de Molíns (en catalán y oficialmente, Pont de Molins) es municipio español de la comarca del Alto Ampurdán en la provincia de Gerona, Cataluña.

## Geografía
Integrado en la comarca de Alto Ampurdán, se sitúa a 45 kilómetros de la capital provincial. El término municipal está atravesado por la Autopista del Mediterráneo (AP-7) y por la carretera N-II entre los pK 761 y 764, además de por carreteras locales que comunican con Masarach, Cabanas, Buadella y Viure. 
El relieve del municipio es fundamentalmente llano por la presencia del río Muga, con ligero ascenso hacia el oeste debido a la sierra de Tramonts. La altitud oscila entre los 160 metros al oeste y los 35 metros a orillas del río. El pueblo se alza a 75 metros sobre el nivel del mar. 
| Noroeste: Viure | Norte: Viure | Noreste: Viure y Cabanas |
| Oeste: Terradas |              | Este: Cabanas            |
| Suroeste: Llers | Sur: Llers   | Sureste: Llers           |

## Economía
La agricultura es de importancia para su economía, los cultivos son de secano mayoritariamente y en especial la viña; el municipio tiene una cooperativa vinícola muy importante de la denominación de origen del Alto Ampurdán. Explotación de pedreras calcáreas.

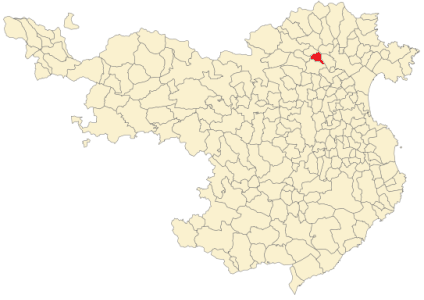
Situación de Pont de Molins en la provincia de Gerona

## Historia
Pont de Molins formó parte del municipio de Llers hasta el siglo XVIII, de entonces es su iglesia parroquial de San Sebastián.
El núcleo llamado Molins está documentado del siglo X como perteneciente al monasterio de San Pedro de Roda. Su castillo figura, con documentos del año 1125, como propiedad del conde de Barcelona Ramón Berenguer III, como parte de las fortalezas del condado de Besalú. Era uno de los  once que formaban parte de la jurisdicción del castillo de Llers, así como también el castillo de Montmarí que se encuentra en el término de Pont de Molins. El Coronel Rey d'Harcourt y el Obispo de Teruel, Anselmo Polanco, fueron fusilados junto a otros 42 prisioneros de guerra del bando nacional en el municipio, antes del cruce de la frontera Francesa durante la huida de las tropas republicanas el 7 de febrero de 1939.

## Demografía
Pont de Molíns cuenta con una población de 576 habitantes (INE 2024).
| Gráfica de evolución demográfica de Pont de Molíns entre 1842 y 2021                                                |
| |
| Población de derecho según los censos de población del INE Población de hecho según los censos de población del INE |

| 1497 | 1515 | 1553 | 1717 | 1787 | 1857 | 1877 | 1887 | 1900 |
| ---- | ---- | ---- | ---- | ---- | ---- | ---- | ---- | ---- |
| 14   | —    | —    | —    | —    | 589  | 567  | 475  | 496  |

| 1910 | 1920 | 1930 | 1940 | 1950 | 1960 | 1970 | 1981 | 1990 |
| ---- | ---- | ---- | ---- | ---- | ---- | ---- | ---- | ---- |
| 528  | 530  | 471  | 438  | 424  | 439  | 358  | 353  | 365  |

| 1992 | 1994 | 1996 | 1998 | 2000 | 2002 | 2004 | 2006 | — |
| ---- | ---- | ---- | ---- | ---- | ---- | ---- | ---- | - |
| 260  | 412  | 432  | 450  | 430  | 446  | 450  | 419  | — |

## Lugares de interés
- Iglesia parroquial de San Sebastián. Año 1789
- Santuario de Santa María del Roure. Año 1638
- Puente viejo. siglo XVIII
- Castillo de Molins. Restos de muralla y de la antigua iglesia románica
- Castillo de Montmarí. Restos de ruinas
- Antiguos molinos de agua